# شورای سردیکا

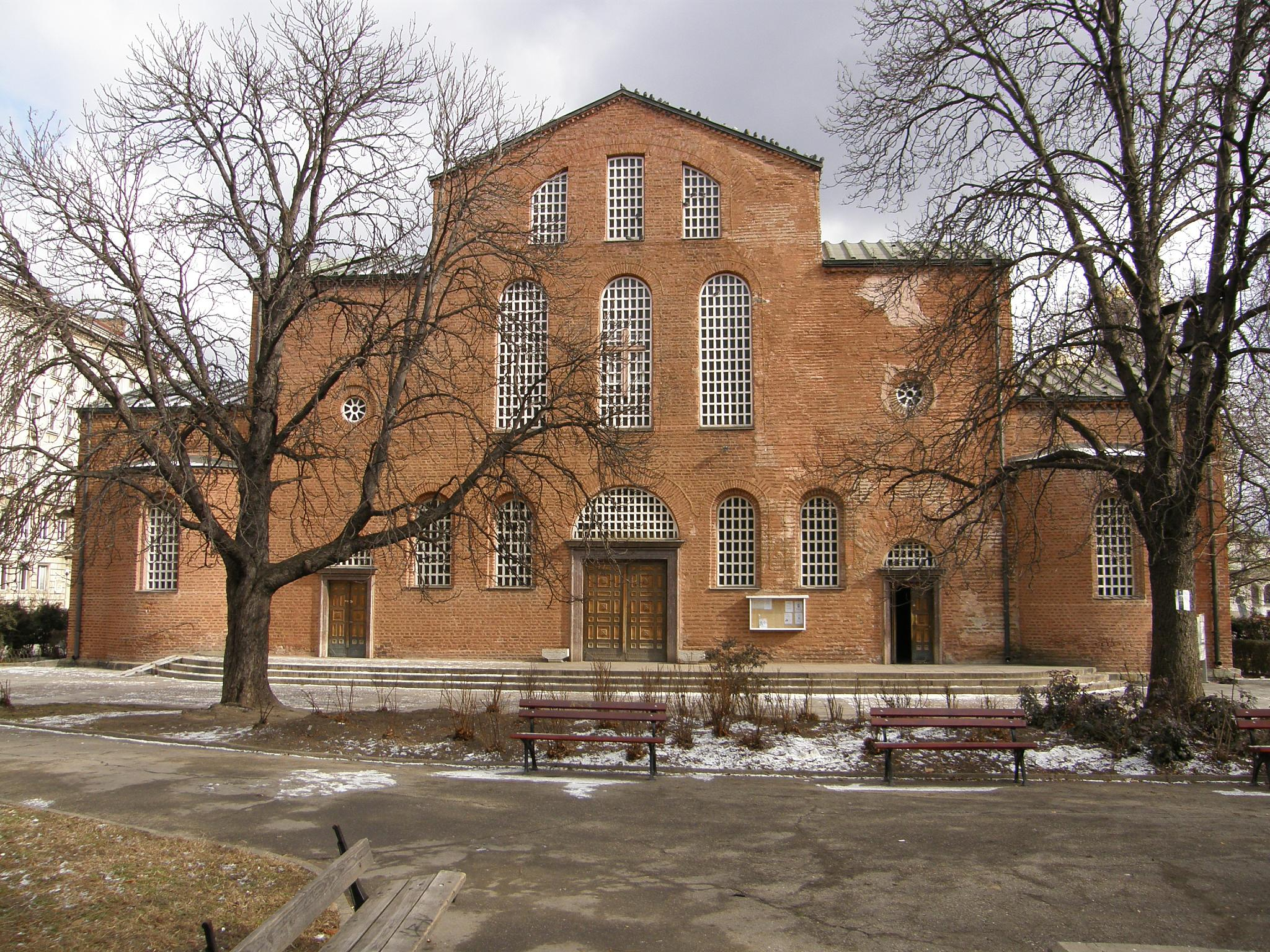
کلیسایی در بلغارستان که شورای سردیکا در ان حضور یافتند

شورای سردیکا (انگلیسی: Council of Serdica) (واقع در صوفیه امروزی، بلغارستان)، مجمعی بود که در سال ۳۴۳ در سردیکا در اسقف‌نشین مدنی داچیا، توسط امپراتوران کنستانس یکم، آگوستوس در غرب، و پسرش کنستانتیوس دوم، آگوستوس در شرق تشکیل شد. تلاش برای حل مناقشه آریان بود و حدود ۱۷۰ اسقف در آن شرکت داشتند. این شورا توسط دو آگوستوس (عنوان) و به درخواست پاپ ژولیوس یکم برگزار شد.